# Joacim Hansson
Joacim Hansson, född 1966, är professor i biblioteks- och informationsvetenskap vid Linnéuniversitetet i Växjö. Efter studier vid Lunds universitet 1985-1991 i religionsvetenskap, litteraturvetenskap och filosofi, avlade han 1993 bibliotekarieexamen vid Högskolan i Borås. Han disputerade 1999 i biblioteks- och informationsvetenskap vid Göteborgs universitet på avhandlingen Klassifikation, bibliotek och samhälle - en kritisk hermeneutisk studie av 'Klassifikationssystem för svenska bibliotek'.
Joacim Hansson har arbetat på institutionen för biblioteks- och informationsvetenskap vid Göteborgs universitet och vid Bibliotekshögskolan i Borås, men knöts 2008 till bibliotekarieutbildningen vid dåvarande Växjö universitet. 2010 installerades han som professor vid det då nygrundade Linnéuniversitetet. Hans forskning har framförallt rört relationen mellan kunskapsorganisation och samhälle, bibliotekens identitetsutveckling samt biblioteks- och informationsvetenskapens teori- och metodutveckling.